# 拉哈尔早熟禾
拉哈尔早熟禾（学名：Poa lahulensis）为禾本科早熟禾属下的一个种。